# ليوني آدامز
ليوني آدامز (بالإنجليزية: Léonie Adams)‏ (9 ديسمبر 1899، بروكلين في الولايات المتحدة - 27 يونيو 1988، نيو ميلفورد في الولايات المتحدة)؛ كاتِبة، أستاذة جامعية وشاعرة أمريكية. درست في كلية بارنارد.

## الجوائز
- زمالة غوغنهايم
- ملك شعراء الولايات المتحدة

## روابط خارجية
- ليوني آدامز على موقع الموسوعة البريطانية (الإنجليزية)
- ليوني آدامز على موقع إن إن دي بي (الإنجليزية)
- ليوني آدامز على موقع ديسكوغز (الإنجليزية)